# Diego Guicciardi

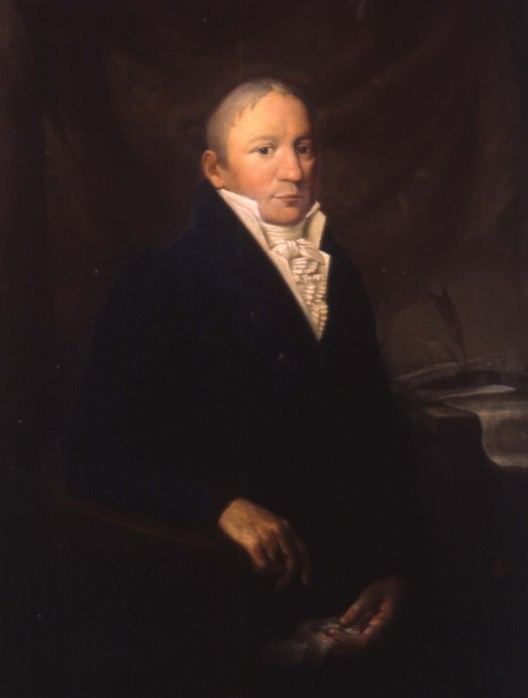
Diego Guicciardi, Gemälde von Italo Josz

Diego Guicciardi (* 26. Februar 1756 in Lugano; † 11. April 1837 in Mailand) war ein schweizerisch-österreichisch-italienischer Diplomat und Politiker.

## Leben und Wirken
Diego Guicciardi stammte aus einer Familie, die im Veltlin seit dem 12. Jahrhundert nachweisbar ist und bedeutende Ämter wie jenes des Veltliner Talkanzlers und andere besetzte. Durch geschickte Heiratspolitik war die Familie mit den wichtigsten adligen Talfamilien verbunden. Vertreter der Familie waren Juristen, Kirchenleute und Politiker.
Er war seit 1786 mit Eleonora (geborene Paravicini) aus Ardenno verheiratet; aus der Ehe entstammen neun Kinder. 1797 starb Eleonora Guicciardi bei der Geburt ihres letzten Kindes. Ab 1799 war Diego Guicciardi mit Teresa (geborene Delfini) verheiratet; aus dieser Ehe entstammen weitere sechs Kinder, unter ihnen Enrico Guicciardi (1812–1895). Von Guicciardis 14 Kindern dienten zwei als Offiziere in der kaiserlichen Armee.
Diego Guicciardi studierte Rechtswissenschaft an der Universität von Pavia und schloss das Studium 1777 ab.
Diego Guicciardi wuchs unter der Bündner Herrschaft (1512–1620 und 1639–1798) im Veltlin auf und verbrachte sein Leben im Rahmen der politischen Spannungen zwischen der Schweiz, Österreich, Frankreich und anderen europäischen Mächten und dem Versuch der italienischen Einigung (Risorgimento). 1797 endete die Herrschaft der Drei Bünde, als Napoleon das Veltlin der neugegründeten Cisalpinischen Republik (1797–1805) zuschlug. Durch den Wiener Kongress wurde 1815 das Veltlin dem neu gegründeten Lombardo-Venetianischen Königreich übertragen, das wiederum in Personalunion mit dem Kaisertum Österreich verbunden war. Diego Guicciardi war in diesen Umbrüchen ein realpolitischer Verteidiger der lokalen Interessen des Veltlins. In der Cisalpinischen Republik war er Minister. Auch während des Wiener Kongresses (1815) vertrat er mit Blick auf das Erreichbare die Interessen der Talschaften.
Diego Guicciardi wurde in den Ausschuss für die Verfassung der Cisalpinischen Republik berufen. Er war Polizeiminister und Innenminister, vorläufiger Präfekt von Sondrio und in der Italienischen Republik Staatssekretär, dann Mitglied des Staatsrates. Am 9. Februar 1809 wurde er zum Senator gewählt. Zwischen 1809 und 1810 war er Mitglied einer italienisch-französischen Grenzkommission, und vom 4. bis 20. April 1810 war er im Auftrag des italienischen Senats in Paris, um dem Kaiser, dem neuen Ehemann von Marie-Louise von Österreich, zu huldigen. Seit 1817 war er Vizepräsident der Regierung der Lombardei.
Diego Guicciardi hatte sowohl zur Bündner, der französischen und der österreichischen Regierung beste Beziehungen. Sein politisches Wirken wird aus historischer Sicht unterschiedlich gesehen. Am 14. Dezember 1814 beantragte er bei der österreichischen Regierung eine offizielle Rente, welche ihm von Franz I. im Mai 1816 in Höhe von 3000 Lire auch gewährt wurde. Er soll ein paar Jahre lang auch ein vertraulicher Informant von Metternich über die Lage in Italien gewesen sein. Mit der Ernennung zum Vizepräsidenten der Regierung der Lombardei am 17. Februar 1818 erhielt er 6000 Gulden jährlich. Am 24. September 1825 zog er sich in den Ruhestand zurück und erhielt den Titel eines Geheimen Staatsrats.
Diego Guicciardi war Mitglied der Commissione Centrale di Beneficenza („Zentraler Wohltätigkeitsausschuss“) und dann auch der erste Präsident der von diesem Ausschuss gegründeten Cassa di Risparmio delle Provincie Lombarde (Cariplo; bei der Gründung am 1. Juli 1823 firmierte diese unter dem Namen Cassa di Risparmio di Milano).

## Ehrungen
Diego Guicciardi erhielt die Belobigung der Eisernen Krone (Corona di ferro), einen Grafentitel von Napoleon (Dekret vom 12. April 1809) und den französischen Verdienstorden Légion d’honneur. 1816 erhielt er von Franz I. die Anerkennung des alten Adelstitels der Familie, nicht jedoch des von Napoleon verliehenen Titels.